# التهاب الدماغ بفيروس منقول بالمفصليات
التهاب الدماغ بفيروس منقول بالمفصليات هو التهاب الدماغ الذي تسببه العدوى بالأربوفيروس.
هناك عدة أنواع من التهاب الدماغ الذي تسببه أربوفيروس وجدت في الولايات المتحدة.
وتضم الأمثلة:
- فيروس أورثوبونيا المسبب لالتهاب دماغ كاليفورنيا
- التهاب الدماغ الياباني
- التهاب دماغ القديس لويس
- التهاب الدماغ المحمول بالقراد
- حمى غرب النيل
- فيروس التهاب دماغ وادي موراي